# Carlotta Joaquina Maury

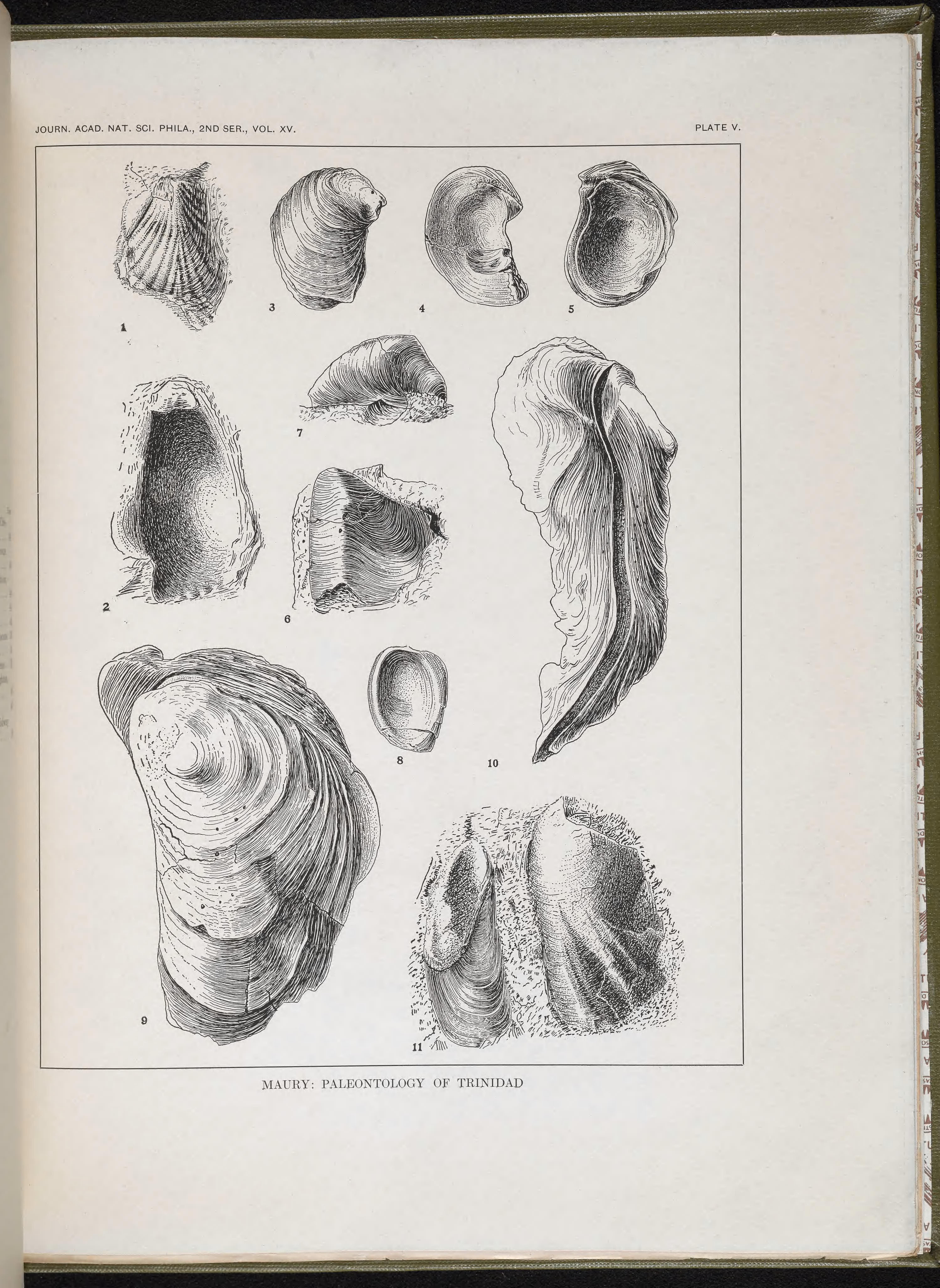
Fossiles découverts par Carlotta Maury, région de lits de l'ancien Éocène à Trinidad.

Carlotta Joaquina Maury (6 janvier 1874 - 3 janvier 1938) est une géologue, stratigraphe, paléontologue et est l'une des premières femmes à travailler comme scientifique professionnelle dans l'industrie pétrolière et gazière. Elle travaille comme paléontologue au sein d'une compagnie pétrolière; elle est géologue pétrolière chez Royal Dutch Shell,. Maury travaille sur les mollusques tertiaires durant sa carriere. Elle enseigne d'abord à l'université après avoir fréquenté l'Université Cornell puis obtient son doctorat en 1902, bien qu'ayant eu du mal à obtenir un poste à temps plein. Cependant, elle voulait vraiment participer à des expéditions paléontologiques. Même si elle y parvient plus tard, elle rencontre des difficultés au début de sa carrière, en partie en raison de son sexe. Au début des années 1900, il n'y a pratiquement pas de femmes ayant une carrière scientifique.

## Biographie

### Jeunesse
Carlotta Joaquina Maury est née le 6 janvier 1874 à Hastings-on-Hudson, New York. Ses parents lui donnent l'amour de la nature en l'exposant aux merveilles du monde naturel. Son grand-père, Daniel Gardner est le médecin de l'empereur du Brésil. En tant que membre de la famille Maury, elle est la sixième génération de sa famille à vivre aux États-Unis avec ses frères et sœurs. Sa sœur, Antonia Maury devient astronome et travaille comme scientifique et mathématicienne à l'observatoire de Harvard. L'autre sœur de Maury, Sarah Mytton Maury meurt dans sa petite enfance. Enfin, son frère John William Draper devient un chirurgien établi à New York. Maury est également la petite-fille de John William Draper et une nièce d'Henry Draper, deux astronomes pionniers qui financent l'observatoire de Harvard.

### Formation
De 1891 à 1894, Maury fréquente le Radcliffe College. L'un des membres fondateurs du Radcliffe College et le premier président, Elizabeth Agassiz, joue un rôle clé dans l'éducation de Maury. Maury reçoit la bourse Schulyer et la bourse de recherche Sarah Berliner lorsqu'elle fréquente l'Université Cornell. Elle fréquente ensuite le Jardin des plantes de Paris de 1899 à 1900 et l'Université Columbia. Après avoir passé un an à la Sorbonne pour des études supérieures, en 1902, Maury obtient son doctorat en paléontologie à l'Université Cornell. Griffen Harris est le mentor de Maury tout au long de sa carrière en paléontologie.

### Carrière
Après l'obtention de son diplôme, Maury commence à enseigner à l'Erasmus High School de Brooklyn, New York en 1900. Elle devient assistante paléontologue à l'Université Columbia en 1904 et chargée de cours en géologie au Columbia College et au Barnard College jusqu'en 1912.
Maury retourne sur le terrain et rejoint une équipe dirigée par Gilbert Dennison Harris, son ancien conseiller à Cornell. L'objectif de l'équipe est d'étudier les zones riches en pétrole au large des côtes du Texas et de la Louisiane dans le golfe du Mexique. Les informations fournies sont les premières informations géologiques d'importance sur cette région aujourd'hui productrice de pétrole. La contribution spécifique de Maury aux efforts de recherche de l'équipe est de rassembler des données basées sur les découvertes des paléontologues afin de créer une carte de la structure d'une grande région. L'analyse de l'équipe ne nécessite que des ajustements mineurs depuis sa publication en 1910,.
En 1910, elle commence à travailler pour la Royal Dutch Shell en tant que géologue consultante et stratigraphe - elle devient la première femme à être embauchée en tant que consultante puis pour General Asphalt Co. au sein d'une équipe chargée d'explorer les zones de anciens Lits éocènes à Trinidad et au Venezuela. Ses découvertes de fossiles et de faune sont les premières du genre dans les Caraïbes et en Amérique du Sud. De 1910 à 1911, Maury a l'occasion de faire partie de l'expédition géologique d'Arthur Clifford Veatch au Venezuela en tant que paléontologue pendant cette période. Après avoir enseigné au Huguenot College de Wellington, en Afrique du Sud, elle retourne dans les Caraïbes en 1916 en tant que chef de l'expédition Maury en République dominicaine, malgré l'instabilité politique de la région à l'époque. Son objectif est d'ordonner les couches stratigraphiques des époques Miocène et Oligocène, qui sont composées de roches sédimentaires avec de lourds dépôts fossiles. Cela about à la découverte de 400 nouvelles espèces. Son travail constitue la base de l'actuel projet international de la République dominicaine, un effort de recherche qui vise à disséquer le changement évolutif dans les Caraïbes de l'ère Miocène à nos jours. En 1925, Maury publie Fosseis Terciarios do Brasil com Descripção de Novas Formas Cretaceas. Dans cet ouvrage, elle décrit une quantité variée d'espèces de mollusques de la côte nord-est de l'Amérique du Sud. Parmi ces mollusques, une majorité d'entre eux se sont révélés être de nouvelles espèces. Grâce à ses connaissances en stratigraphie, elle trouve une corrélation entre ces faunes et des faunes similaires autour des Caraïbes et du golfe du Mexique. La monographie détaille principalement des fossiles de l'époque géologique du Miocène inférieur qui sont trouvés dans le Rio Pirabas et Bragança jusqu'à Belém. Dans ces deux zones, les fossiles sont situés dans des lits de calcaire et les fossiles sont principalement des moulages de coquilles internes et externes dans la roche.
Maury a un talent pour l'écriture parmi ses nombreuses autres compétences et réalisations, elle documente ses expéditions de manière très professionnelle. Elle est connue de ses collègues pour son énergie et son efficacité alors qu'elle lutte contre les préjugés contre les femmes scientifiques. Ses compétences et ses capacités sont hautement reconnues et elle devient paléontologue officielle au Service géologique et minéralogique du Brésil. Pendant qu'elle occupe ce poste, elle publie plusieurs monographies et bulletins de service minéralogiques entre 1919 et 1937. Elle est membre de l'American Geographical Society. Son dernier rapport avant sa mort est publié en 1937, sur les fossiles du Pliocène d'Acre, au Brésil.
La plupart de son travail après 1923 est réalisé dans un laboratoire privé dans son appartement à Yonkers, New York. Comme elle est financièrement indépendante, elle peut embaucher d'autres spécialistes pour le travail dans lequel elle n'est pas aussi confiante.

### Décès
Maury meurt le 3 janvier 1938 à Yonkers, New York. Elle est enterrée à Cold Springs, New York le 6 janvier - son 64e anniversaire.